# Gai Publici Mal·leol
Gai Publici Mal·leol (en llatí Caius Publicius Malleolus) va ser un magistrat romà del segle i aC.
Era qüestor de Gneu Dolabel·la a Cilícia l'any 80 aC i va morir en aquesta província. El va succeir en el càrrec el famós Verres que a més a més va esdevenir tutor del seu fill. Mal·leol havia fet fortuna a la província amb les exaccions als provincials, però Verres se'n va apoderar de la major part, segons explica Ciceró, que a més diu que Mal·leol va ser assassinat (occisus) per Verres, però probablement és una exageració oratòria.